# Praxidike (měsíc)
Praxidike (prak-sid'-ə-kee, IPA: /præksɪdɨki/; řecky Πραξιδίκη) nebo též Jupiter XXVII, je retrográdní nepravidelný přirozený satelit Jupiteru. Byl objeven v roce 2000 skupinou astronomů z Havajské univerzity vedených Scottem S. Sheppardem a dostal prozatímní označení S/2000 J 7, platné do srpna 2003, kdy byl definitivně pojmenován po Praxidiké, řecké bohyni trestu.
Praxidike má v průměru asi ~7 km, jeho průměrná vzdálenost od Jupitera činí 20,824 Mm, oběhne jej každých 613,9 dnů, s inklinací 144° k ekliptice (143° k Jupiterovu rovníku) a excentricitou 0,1840. Praxidike je druhým největším satelitem rodiny Ananke (odhadované albedo 0,04).